# Los Reyes (Costa Rica)
Los Reyes fue una antigua villa de la provincia de Costa Rica, fundada en 1561 (quizá el 6 de enero, festividad de los Reyes Magos) por el alcalde mayor de Nueva Cartago y Costa Rica Juan de Cavallón y Arboleda en un lugar ubicado a orillas del río Tivives, en la vertiente del Pacífico, muy cercano a su desembocadura, donde se estableció simultáneamente un puerto con el nombre de Landecho, en homenaje al Presidente de la Real Audiencia de Guatemala Juan Martínez de Landecho.
La población de Los Reyes tuvo una vida lánguida, y cuando llegó a ella en noviembre de 1562 el nuevo Alcalde Mayor Juan Vázquez de Coronado solamente halló allí cuatro soldados, cuyo mayor deseo era abandonarla. Vázquez de Coronado logró tranquilizarlos con dádivas y ofrecimientos, y la población aumentó ligeramente. Sin embargo, en 1568 el gobernador Pero Afán de Ribera y Gómez fundó la población de Aranjuez y el puerto de Ribera en la boca del río Aranjuez, en las vecindades de la actual ciudad de Puntarenas, y eso conllevó el abandono de Los Reyes. Sin embargo, durante muchos años, e incluso hasta el siglo XIX, la región aledaña a la antigua villa conservó el nombre de Landecho.
- Datos: Q5980298